# Église Notre-Dame de Kalundborg
Pour les articles homonymes, voir église Notre-Dame.
L’église Notre-Dame de Kalundborg est une église située à Kalundborg au Danemark. Elle est rattachée au diocèse de Roskilde de l’Église du Danemark.